# Sandjak de Hatvan
Le sandjak de Hatvan était une subdivision administrative de l'Empire ottoman, située dans le pachalik de Budin puis d'Eğri autour de Hatvan, actuellement en Hongrie.